# Цурковский, Ярослав Иванович
Ярослав Иванович Цурковский (укр. Ярослав Іванович Цурковський; 27 декабря 1904, Тернополь — 24 апреля 1995, Львов) — украинский психолог, доктор философии, основатель теории психической контрольности и изобретатель контролографа, поэт и общественный деятель.

## Биография
Уроженец Тернополя, в 1913 году с семьёй переехал во Львов. Окончил начальную школу, в 1916 год поступил в Государственную украинскую академическую гимназию. В 1920 году в составе скаутской организации «Пласт» избран командиром полка имени князя Льва. Создал нелегальную организацию Гвардия им. И. Франко, за что был отчислен из гимназии. Выпускные экзамены сдал экстерном в 1923 году.
В 1920-х годах Цурковский участвовал в общественной деятельности, руководил общественной организацией Интеллектуальный блок молодёжной всеукраинской генерации (ИНТЕМБОВСЕГ), руководил организацией студенческих профсоюзов (ПРОФОРУС), состоял в Научном обществе имени Т. Г. Шевченко и обществе Научных докладов имени П. Могилы. В то же время Цурковский занялся литературной деятельностью: в 1924 году он основал журнал «Наука и литература», став его редактором; в 1927—1928 годах работал в редакции газеты «Литературные Вести». Издал поэтические сборники «Прозолоть світанку» (1925), «Вогні» (1926), «Смолоскипи» (1926), «Моменти й вічність» (1927) и «Збентежений літак» (1928), за что подвергся преследованиям со стороны Польши.
Ярослав Цурковский учился на философском факультете Украинского тайного университета во Львове (1923—1926) и в Украинском свободном университете в Праге (1929—1931). В 1929 году создал первую модель контролографа — прибора для исследования психологических и психофизиологических параметров человека, при помощи которого проводил обследование представителей различных профессий. В 1930-е годы работал директором Института психотехнических исследований (с 1932 по 1939 годы в Катовице). Звание доктора философии (по психологии) получил в 1937 году, защитив работу на тему «Вопросы определения психотехники с интегральной точки зрения».
В годы Второй мировой войны был сначала редактором журнала «Литература и искусство» во Львове, затем работал в Институте психотехнических исследований во Львове. После войны в 1949 году был назначен преподавателем кафедры психологии и педагогики Львовского института физической культуры. К 1959 году он сумел создать контролограф нового поколения, разработал и обосновал теорию психической контрольности, а также начал проводить исследования психических контрольных процессов у спортсменов и опубликовал ряд своих научных работ.
В 1960-е годы Ярослав Иванович стал заведующим первой советской экспериментальной лаборатории психофизиологии, психологии и условий работы Львовского завода автопогрузчиков (1961—1971), благодаря чему был награждён в 1967 году Золотой медалью ВДНХ СССР. По его инициативе на львовском заводе «Ремпобуттехника» началось производство контролографов, которые использовались при проверке психического состояния здоровья различных людей (от космонавтов, машинистов и водителей во время подготовки к профессиональной деятельности до выпускников школ в рамках проведения профессиональной ориентации).
С 1969 года и до конца жизни Ярослав Иванович Цурковский возглавлял Львовское зональное отделение общества психологов УССР, в 1980-е годы он провёл две Всесоюзные конференции по проблемам экспериментальной психологии на базе Львовского университета имени Ивана Франко и Львовского политехнического института. В 1993 году избран почётным президентом Общества научных Докладов имени Петра Могилы.

## Труды
- Цурковский Я. И. Теория и практика исследования контрольных психических процессов у спортсменов (Собственные исследования), главы 1 и 2. // Труды Львовского Государственного института физической культуры. — Львов, 1958. — Т. III. — С. 265—324.
- Цурковский Я. И. Теория и практика исследования контрольных психических процессов у спортсменов. Глава 3: Исследование и совершенствование контрольных психических процессов у спортсменов // Труды Львовского государственного института физической культуры. — Т. IV. — Львов, 1959. — С. 5—82.
- Цурковский Я. И. Интегральная методика психологического исследования спортсменов и её теоретическое обоснование // Ученые записки ЛГИФК — Вып. ІІ. — Львов: изд-во львовского ун-та, 1959. — С. 101—146.